# Raiatea
Raiatea (en tahitiano Ra’iātea) es una de las islas de Sotavento del archipiélago de las islas de la Sociedad, en la Polinesia Francesa. Está situada a 210 km al oeste de Tahití, entre Huahine, que se encuentra a 40 km, y Bora Bora.

## Etimología
Taputapuatea marae, un antiguo marae mencionado en las tradiciones de los pueblos polinesios, incluidos, por ejemplo, los maoríes de Aotearoa, que consideran este lugar como un marae sagrado de sus antepasados. Aquí desembarcó la canoa hawaiana Hōkūle'a en su primer viaje en 1976.
El nombre en lengua tahitiana Ra'iātea significa cielo brillante o luminoso. "Ulitea" es una transcripción obsoleta de uso común en el siglo XIX.  Para el español Domingo Bonaechea (1775) fue La Princesa. Hoy en día se la conoce con el sobrenombre de «la isla sagrada».

## Historia

### Prehistoria
Antiguamente la isla se llamaba Havai’i, nombre sagrado en la cultura polinesia y relacionado con los nombres de Hawái; Savai'i, en Samoa; y Havaiki, antiguo nombre de Fakarava en las Tuamotu. Según hallazgos recientes, las Islas de la Sociedad fueron colonizadas desde Samoa y Tonga hacia el año 200 a. C., más o menos al mismo tiempo que las Islas Marquesas. Junto con las Marquesas, formaron el corazón de la Polinesia y, por tanto, el trampolín para el asentamiento de Hawái, Nueva Zelanda y Mangareva.
Favorecida por la geografía de Raiatea, con valles delimitados por crestas rocosas y abiertos al mar, surgieron nueve principados tribales independientes, que a su vez se subdividieron en clanes individuales. Esto condujo a un modelo social estrictamente estratificado, la sociedad estaba dividida en varios niveles sociales separados. En la cúspide se encontraban los ariki o ari'i, los jefes nobles cuya pretensión de liderazgo estaba legitimada por su ascendencia de los antepasados fundadores. Eran propietarios de tierras y líderes políticos y religiosos indiscutibles.
En las Islas de la Sociedad ejerció una gran influencia religiosa y cultural. El gran templo (en tahitiano marae) de Taputapuatea, dedicado al dios Oro, era el centro religioso más importante de las islas. Su culto suplantó a otros dioses tradicionales como Taaroa y Tane, y los diferentes marae eran subsidiarios del de Taputapuatea. Alrededor suyo se formó la secta arioi, mezcla religiosa, aristocrática, guerrera y festiva, que era respetada en todas las islas y conseguía, sólo con su presencia y su carácter de tabú, una tregua en las guerras tribales.

### Descubrimiento y Colonización Europea
Raiatea fue descubierta para Europa por miembros de la expedición española de la especería de García Jofre de Loaisa y Juan Sebastián Elcano en el verano de 1526. Una de las siete embarcaciones de dicha expedición, la "San Lesmes" se perdió en una tormenta y recaló en las islas de Raiatea. Tras cruzar el estrecho de Magallanes, la «San Lesmes» se separó del resto de la expedición y se perdió en estas islas del Pacífico en 1526.
En el siglo XX, se encontraron indicios de sus restos en Amanu, una de las islas del archipiélago de Tuamotu. Algunas teorías indican que la tripulación sobrevivió y que o bien siguieron hasta Australia o bien se quedaron en las islas vecinas de Amanu, dejando rastros culturales que llegarían hasta Nueva Zelanda.
En el siglo XVIII, el 20 de julio de 1769 durante su primer viaje, James Cook llegó a las islas de Raiatea procedente de Tahití, navegó con el Endeavour por el paso del arrecife Avamo'a, sagrado para los polinesios, ancló en la bahía de Opoa y desembarcó cerca del Marae Taputapuatea. Izó la Union Jack y tomó posesión de la isla para la Corona británica en una breve ceremonia.
Para ampliar la esfera de influencia española, el rey Carlos III ordenó expediciones al Pacífico Sur. El gobernador de Chile y virrey del Perú Manuel d'Amat i de Junyent (1704-1782) envió a Domingo de Boenechea con la fragata El Águila, que llegó a Raiatea en 1772. Llamó a la isla Princesa y tomó posesión de ella para España. Sin embargo, la anexión no tuvo consecuencias políticas.
Aunque la vecina Tahití ya estaba bajo la influencia de las potencias europeas a finales del siglo XVIII y quedó formalmente bajo el protectorado francés en 1842, los clanes de Raiatea se resistieron ferozmente a los esfuerzos de anexión. Sin embargo, los misioneros cristianos consiguieron ganar una influencia cada vez mayor, lo que provocó guerras religiosas entre los seguidores de la fe tradicional y la cristiana.
Con el apoyo de los europeos, el rey Pomaré II de Tahití pudo declararse soberano de todo el archipiélago. El 12 de noviembre de 1815, los adversarios de Pomaré, los seguidores de la antigua fe, fueron derrotados decisivamente en la batalla de Feipi. En 1828, el Marae Taputapuatea fue destruido. En 1831, la secta Mamaia, sucesora de la ya prohibida Arioi, consiguió de nuevo expulsar a los misioneros de Raiatea. En 1832, los Mamaia fueron finalmente derrotados y desterrados. Los misioneros regresaron y Francia trató de ganar cada vez más influencia.
Ya en 1842, el contralmirante Abel Aubert Dupetit-Thouars había reclamado las Islas de la Sociedad en nombre de Francia. Sin embargo, el rey de Francia Luis Felipe dudó inicialmente en firmar la anexión anunciada por Du Petit-Thouars, temiendo conflictos de intereses con Gran Bretaña, que también la reclamaba. Como la reina Pomaré IV de Tahití era probritánica y más apegada a los misioneros protestantes, se dejó llevar a Raiatea en esta ambigua situación en 1844 y gobernó desde allí hasta 1847.
En 1880, Francia proclamó un protectorado provisional sobre Raiatea y Tahaa. Después de que Pomaré V de Tahití cediera todos sus derechos a Francia, las Islas de la Sociedad fueron finalmente anexionadas en marzo de 1888 y se convirtieron en una colonia de Francia. Sin embargo, siguieron produciéndose rebeliones en Raiatea. En 1888, el jefe tribal Teraupo se atrincheró en el valle de Avera, en la costa oriental, y se resistió a la intervención francesa. Sólo en 1897 cayó en cautiverio y fue exiliado a Nueva Caledonia. 190 de sus seguidores fueron reubicados a la fuerza con sus familias en la isla de Ua Huka.

## Mitología

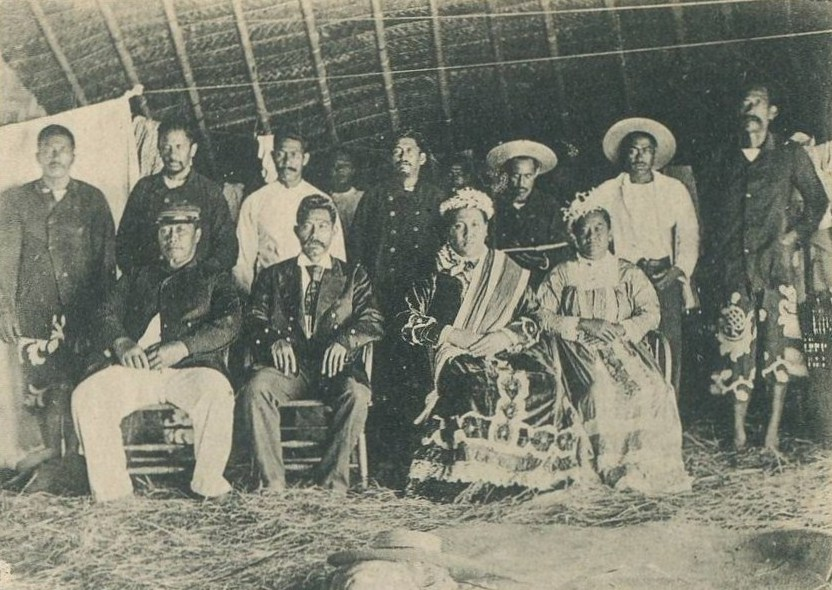
La reina Tuarii y su Consejo hacia 1895 en Avera, Raiatea

Algunas versiones del mito de Pipirima sitúan en esta isla a los dos hermanos que ascendieron al cielo y se convirtieron en las Pléyades.

## Geografía
Con una superficie total de 175 km²; es la segunda isla más grande del archipiélago de la Sociedad, después de Tahití. Un arrecife coralino rodea las islas de Raiatea y Tahaa que comparten la misma laguna. La altitud máxima es de 1017 m en el monte Tefatoaiti.
La población total era de 16 438 habitantes en el censo del 2002, distribuida en tres comunas: Uturoa (la capital), Taputapuatea y Tumara’a. Uturoa es, además, la capital administrativa de las islas de Sotavento y el segundo centro urbano de la Polinesia Francesa, después de Papeete.
La isla principal es de origen volcánico y está formada principalmente por rocas ígneas. En el arrecife periférico y en la laguna hay numerosos motu de arena coralina blanca y escombros.
Tahaa se extiende al norte de Raiatea, las dos islas están separadas por un estrecho de 3 km. Según la leyenda, es obra de una morena encantada y poseída por el espíritu de una princesa fallecida. El viaje en barco de Raiatea a Tahaa a través de la laguna sólo dura unos 20 minutos. El paisaje de Raiatea se caracteriza por sus picos escarpados, una costa fuertemente recortada con bahías profundamente recortadas y numerosas islas pequeñas y diminutas situadas en la laguna. Las playas de arena más hermosas se encuentran en estos motu, mientras que la costa rocosa de la isla principal de Raiatea no tiene playas dignas de mención. Desde los picos, el más alto de los cuales es el Toomaru, con 1032 m, se abren valles y gargantas de fuerte pendiente hacia el mar, separados por estrechas crestas rocosas. Los numerosos arroyos suelen formar espectaculares cascadas. El río Apoomau, que fluye hacia el este, nace en el Tefatoatiti, de 1017 m de altura, y desemboca en la bahía de Faaroa. Es el único río navegable de la Polinesia y, según el nivel de las aguas, se puede recorrer unos cuantos kilómetros en pequeñas embarcaciones.
Las tierras cultivadas y los asentamientos se encuentran en una estrecha franja costera; el interior de Raiatea está en gran parte deshabitado.

### Clima
El clima es tropical y húmedo. La temperatura media anual es de 26 °C, con diferencias insignificantes entre los distintos meses. La precipitación media anual es de unos 1800 mm. El mes más lluvioso es diciembre, pero las lluvias son, como es habitual en los trópicos, intensas y de corta duración. Los meses (de invierno) de agosto y septiembre son bastante secos.

### Flora y fauna
La vegetación de la Polinesia Francesa se caracteriza por dos peculiaridades: una elevada proporción de plantas endémicas y una relativa escasez de especies. La ubicación aislada de las islas y el hecho de que nunca hayan estado conectadas a una masa continental explican el elevado número de plantas endémicas. En el Pacífico Sur, las plantas se extienden de oeste a este. Esto hizo que la biodiversidad de las islas disminuyera hacia el este. Por ejemplo, las islas de Nueva Guinea y Nueva Caledonia, situadas en el oeste, tienen un número mucho mayor de especies en comparación con Raiatea. Por el contrario, las islas del archipiélago de Tuamotu, las islas Pitcairn y la isla de Pascua, en el extremo oriental del Pacífico, son mucho menos ricas en especies.
En casi 2.000 años de historia de asentamientos, el ser humano ha cambiado de forma decisiva la flora de Raiatea con los cultivos, especialmente en las fértiles zonas costeras. Se cultivan cocoteros, árboles del pan, taro, ñame, yuca, batatas y varias frutas tropicales como cultivos alimentarios, entre ellos una piña especialmente sabrosa. Se exportan frutas de piña y vainilla, que se cultivan en pequeñas explotaciones familiares.

En el inaccesible y exuberante interior de la isla han sobrevivido importantes restos de la vegetación original, aunque las comunidades vegetales autóctonas están ahora amenazadas por los arbustos de guayaba, los matorrales de bambú y otras plantas antropócoras.

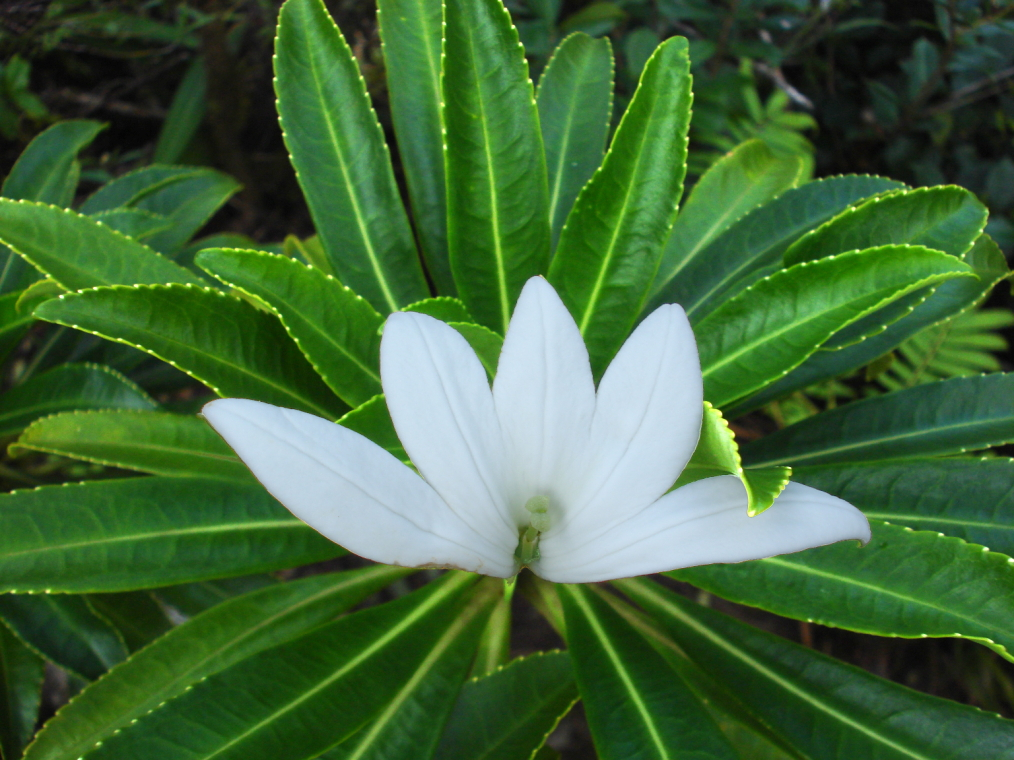
Tiare apetahi (Apetahia raiateensis), endémica del Monte Temehani, Raiatea, Polinesia Francesa

Una planta que sólo crece en Raiatea es la fragante tiare apetahi (Apetahia raiateensis). En la actualidad se encuentra en grave peligro de extinción y sólo crece en el monte Temehani. La siguiente leyenda está asociada a la flor blanca-amarillenta y fragante: Una princesa que murió en brazos de su amado prometió cogerle tiernamente de la mano cada vez que subiera al monte Tamehani. Cuando subió a la montaña a la mañana siguiente, vio que por todas partes crecían flores maravillosamente fragantes, con cinco pétalos que se extendían hacia él como manos. Desenterró una planta para plantarla en el jardín en memoria de su amada, pero se marchitó a los pocos días.
Un ave endémica era el perico corredor de cabeza marrón (Cyanoramphus ulietanus). Fue descubierto por la tripulación del Capitán Cook. Tras una agitada estancia en Tahití, donde el capitán Cook también presenció un sacrificio humano, partió el 29 de septiembre de 1777 para explorar otras islas del atolón. Primero se dirigió a la cercana Eimeo (actual Maiao), donde permaneció brevemente, y luego se dirigió a Ulitea (actual Raiatea), que está a sólo unos días de distancia al noroeste de Tahití. Durante su estancia de 34 días, se recogió un loro único en la isla. Al menos dos ejemplares se han conservado para la posteridad y se encuentran en los museos de Londres y Viena. Desgraciadamente, no hay informes sobre el modo de vida de este periquito.
Durante el tiempo que estuvo en Raiatea, Cook hizo que los barcos Resolution y Discovery fueran llevados a la playa para realizar trabajos de mantenimiento urgentes. Es posible que este tiempo haya sido suficiente para que las ratas, cucarachas y otras alimañas llegaran a la costa, y parece que fueron ellas las que sellaron la desaparición del periquito de cabeza marrón.
Los mamíferos no existían originalmente en las Islas de la Sociedad, todos fueron introducidos por los humanos. Ya los primeros colonos polinesios trajeron perros, cerdos, pollos y la rata del Pacífico como animales de alimentación, y los europeos introdujeron cabras, vacas, ovejas y caballos. Los animales terrestres autóctonos son sólo insectos, cangrejos terrestres, caracoles y lagartos. En Raiatea no hay animales peligrosos para el ser humano. Las pulgas de arena en la playa y los mosquitos, que están por todas partes en el interior de la isla, pueden ser desagradables.

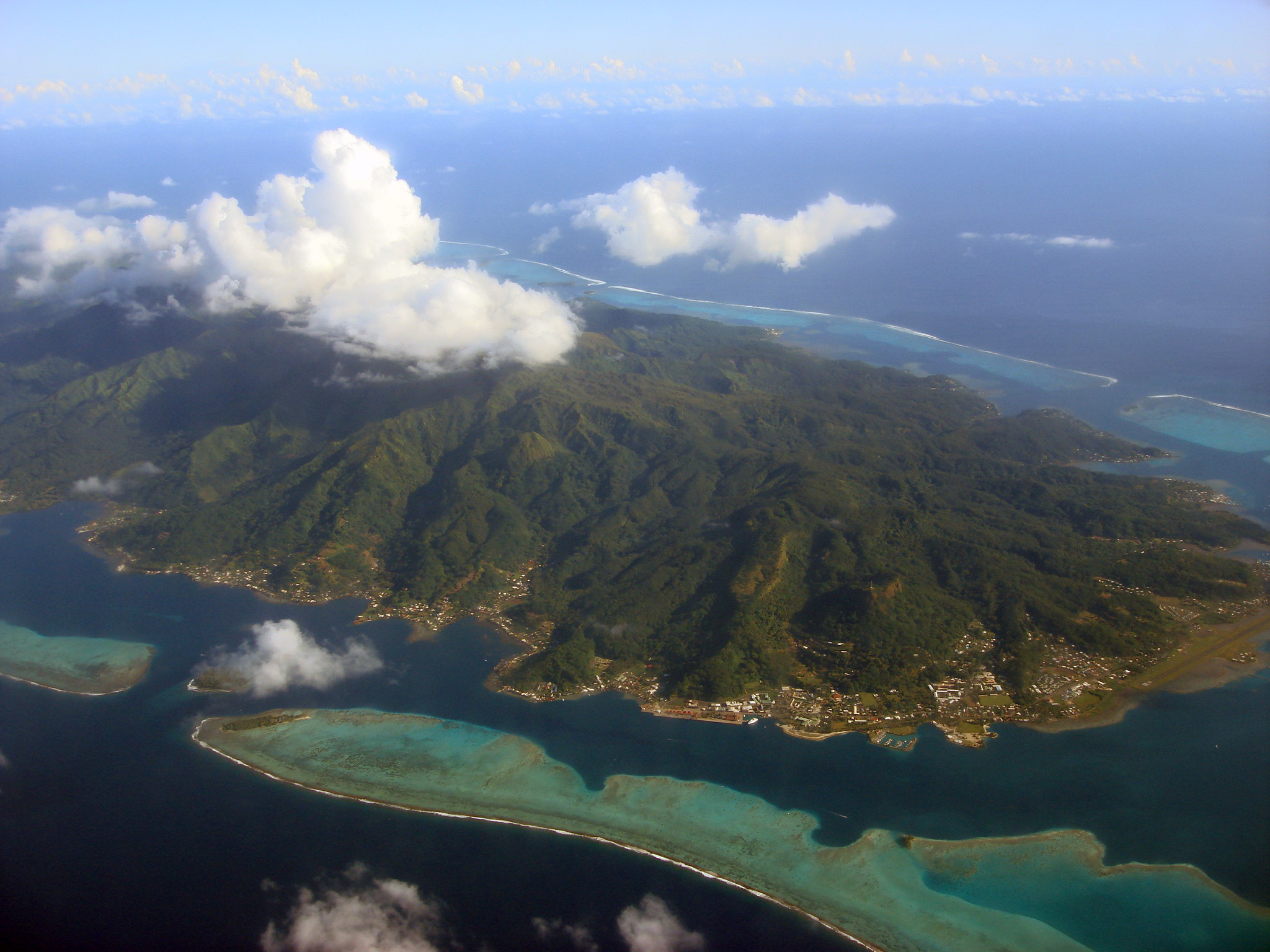
Vista aérea de la Isla

La fauna marina de la laguna y el arrecife de coral es muy rica en especies. Además de cientos de peces de coral diferentes, los buceadores pueden observar numerosos moluscos, equinodermos y crustáceos del mar tropical. Las aguas que rodean Raiatea y Tahaa son conocidas por su rica población de coloridos nudibranquios. Los arrecifes están salpicados de grutas y cuevas que sirven de refugio a muchas criaturas marinas. Entre los submarinistas, es muy conocida la "gruta del pulpo", situada entre Raiatea y Tahaa. Detrás del arrecife hay tiburones, rayas, peces espada y tortugas marinas.

## Economía
La economía de la isla es principalmente agrícola, con exportaciones de vainilla, piña y coco. También se cultiva la planta Nono (o noni) (Morinda citrifolia). El valle de Fa'aroa es una amplia e importante región agrícola con la economía rural y el cultivo de la vainilla apoyado por un centro de investigación local. 
El cultivo de perlas es también una industria importante, mientras que la cría de ganado vacuno, ovino y porcino ha disminuido recientemente. El turismo es menor en comparación con las demás islas del archipiélago. La infraestructura turística local comprende pensiones, dos puertos deportivos, un hotel de cuatro estrellas, el Hawaiki Nui, y un puerto para los cruceros visitantes. También existe una incipiente industria local de mantenimiento de yates y construcción naval. La principal fuente de empleo es el servicio público de la isla y el mercado de consumo.

## Turismo
Aunque en la isla hay varios hoteles hasta de categoría de lujo, Raiatea es más tranquila y menos desarrollada turísticamente en comparación con Tahití y Bora Bora. Raiatea es especialmente atractiva para los navegantes de altura. Hay varias empresas de alquiler de yates, y la isla suele denominarse el centro náutico de la Polinesia. Hay puertos deportivos con una buena infraestructura en Uturoa y en Baie Faaroa, al oeste. La isla es visitada por cruceros de vez en cuando.

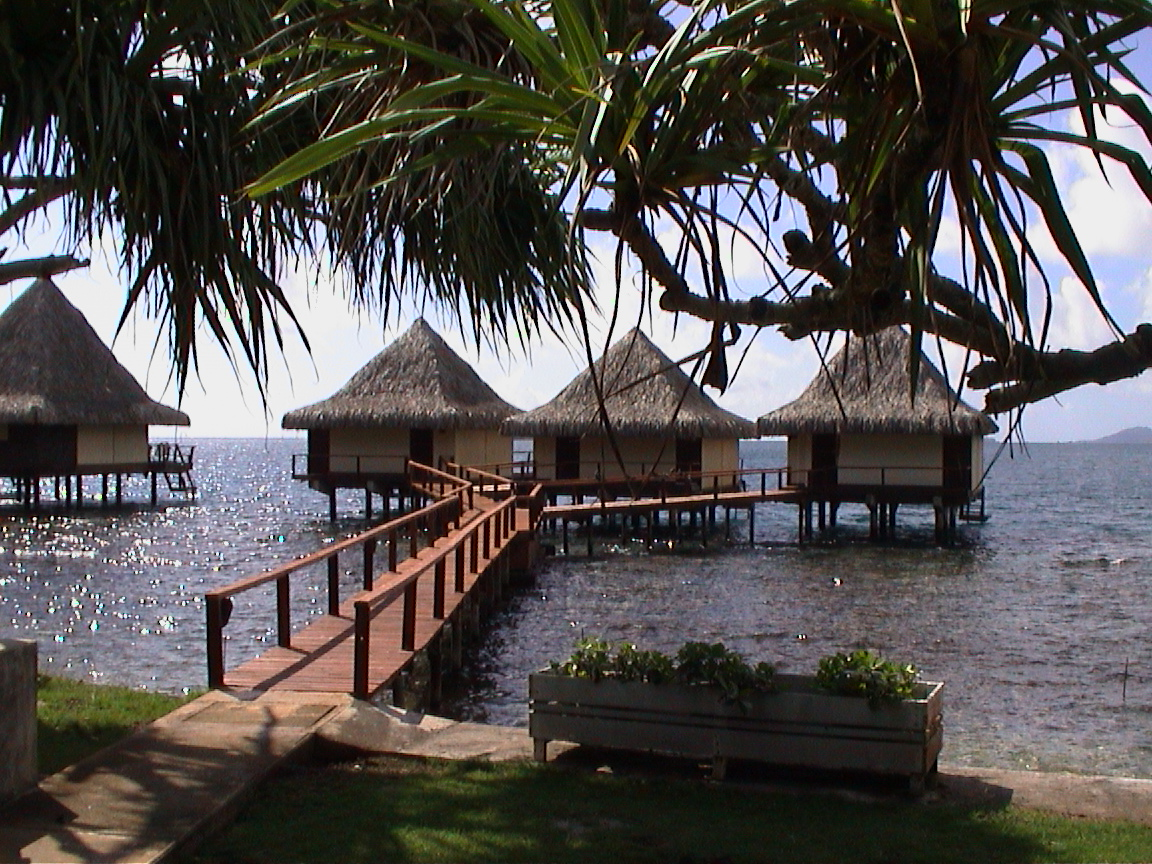
Instalaciones turísticas en la Isla

### Lugares de interés
La ciudad principal de Uturoa, de aspecto algo aburrido, no ofrece ninguna atracción especial. Para los turistas de cruceros, la terminal de recepción del puerto se rediseñó hace unos años, se acondicionó un pequeño parque y se pavimentó la explanada con piedras naturales de la isla en varios colores. Los artesanos portugueses se encargaron de colocar los bellos motivos de estilo tradicional portugués. El jardín botánico de Uturoa es interesante con muchas plantas raras y exóticas.
La principal atracción de Raiatea es sin duda el lugar de culto de Taputapuatea. Comprende varias plataformas de culto (marae) que originalmente estaban distribuidas en una arboleda sagrada rodeada de tabu. Varios de los lugares han sido restaurados. La plataforma más grande se construyó a principios del siglo XVII con enormes losas de piedra caliza en posición vertical y está dedicada a 'Oro, el dios de la guerra.
Hay otros lugares ceremoniales importantes en la isla. En el valle de Avera, al norte de Opoa, en la costa este, se encuentra otra gran plataforma de culto. En las cercanías, las excavaciones arqueológicas han descubierto restos de viviendas y talleres de herramientas de piedra. El lugar de culto de Tainuu, en la costa noroeste, también está bien conservado. Además de las imponentes losas de roca coralina con las que se delimitaba el marae, también se conservan aquí petroglifos. En este lugar, sagrado para los polinesios, los misioneros construyeron una iglesia en el siglo XIX.
Un destino interesante para los buceadores es el pecio del Nordby, un trimotor danés que se hundió hacia 1900. El pecio, muy bien conservado, se encuentra a unos 20 m de profundidad, no lejos del hotel Pearl Beach Resort, en la costa noreste.

## Infraestructura

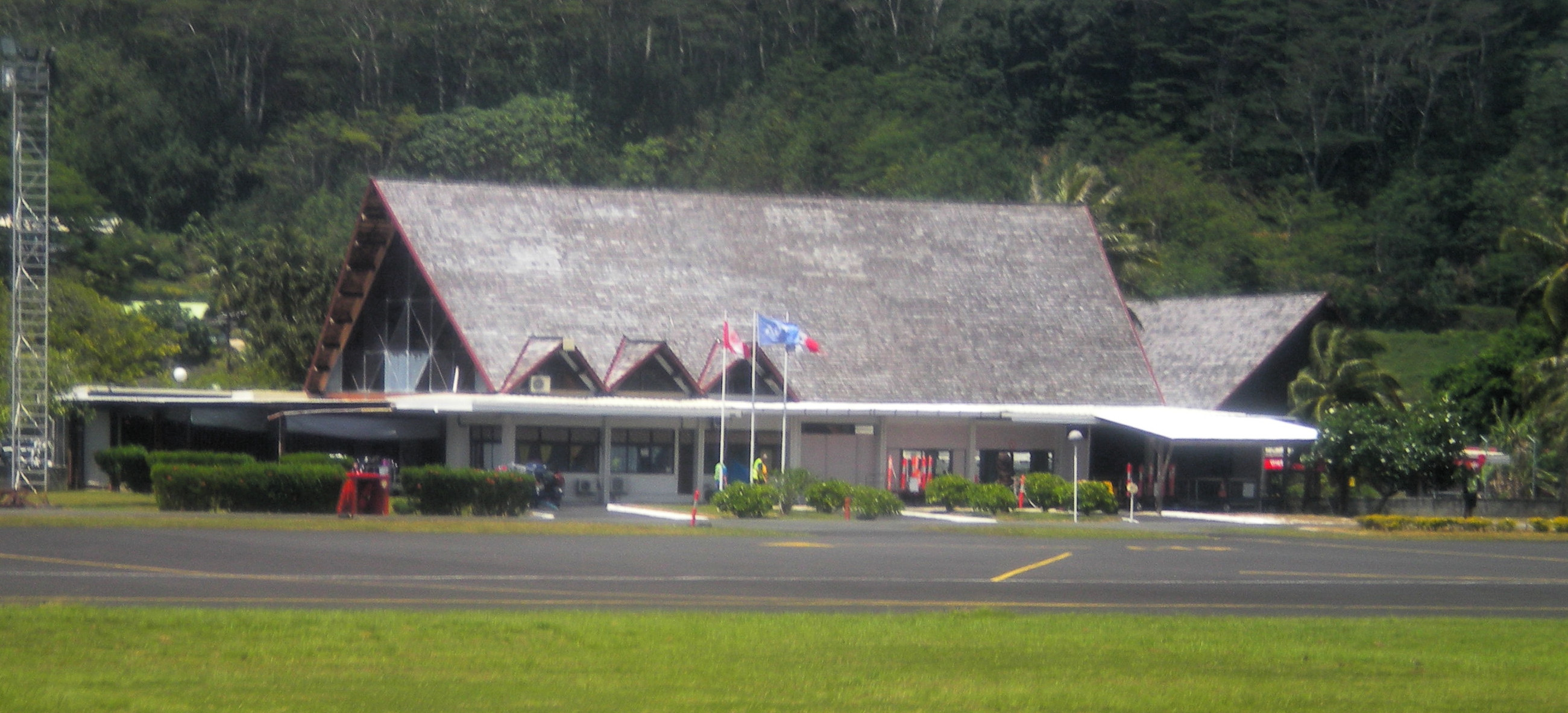
Aeropuerto local

La isla está rodeada por una carretera de 98 km, mientras que otra carretera atraviesa el centro. Desde los años ochenta se han realizado numerosas obras de infraestructura para mejorar la red de carreteras y abrir la parte sur de la isla mediante la construcción de puentes, el asfaltado y la instalación de redes de distribución de electricidad, teléfono y agua potable.
El puerto de Uturoa fue remodelado a principios de la década de 2000, lo que permite que cruceros como el Tahitian Princess, el Gauguin, el Ámsterdam y el World hagan escalas semanales durante la temporada turística. Raiatea es la capital administrativa de las Islas de Sotavento y la residencia del administrador del Estado. 
Hay un hospital, un instituto de enseñanza secundaria general (llamado LUT, que celebra su 60.º aniversario en mayo de 2021) y otro de formación profesional, tres institutos de enseñanza secundaria (uno de ellos privado) y varias escuelas primarias y guarderías.
Raiatea es la única isla de la Polinesia Francesa (fuera de Tahití) que cuenta con una escuela secundaria. Por ello, la mayoría de los estudiantes de las islas vecinas, como Bora-Bora, Tahaa, Maupiti o Huahine, vienen aquí a cursar sus estudios secundarios. La isla también cuenta con un aeródromo, un puerto comercial, un mercado y dos puertos deportivos.

## Política y Gobierno

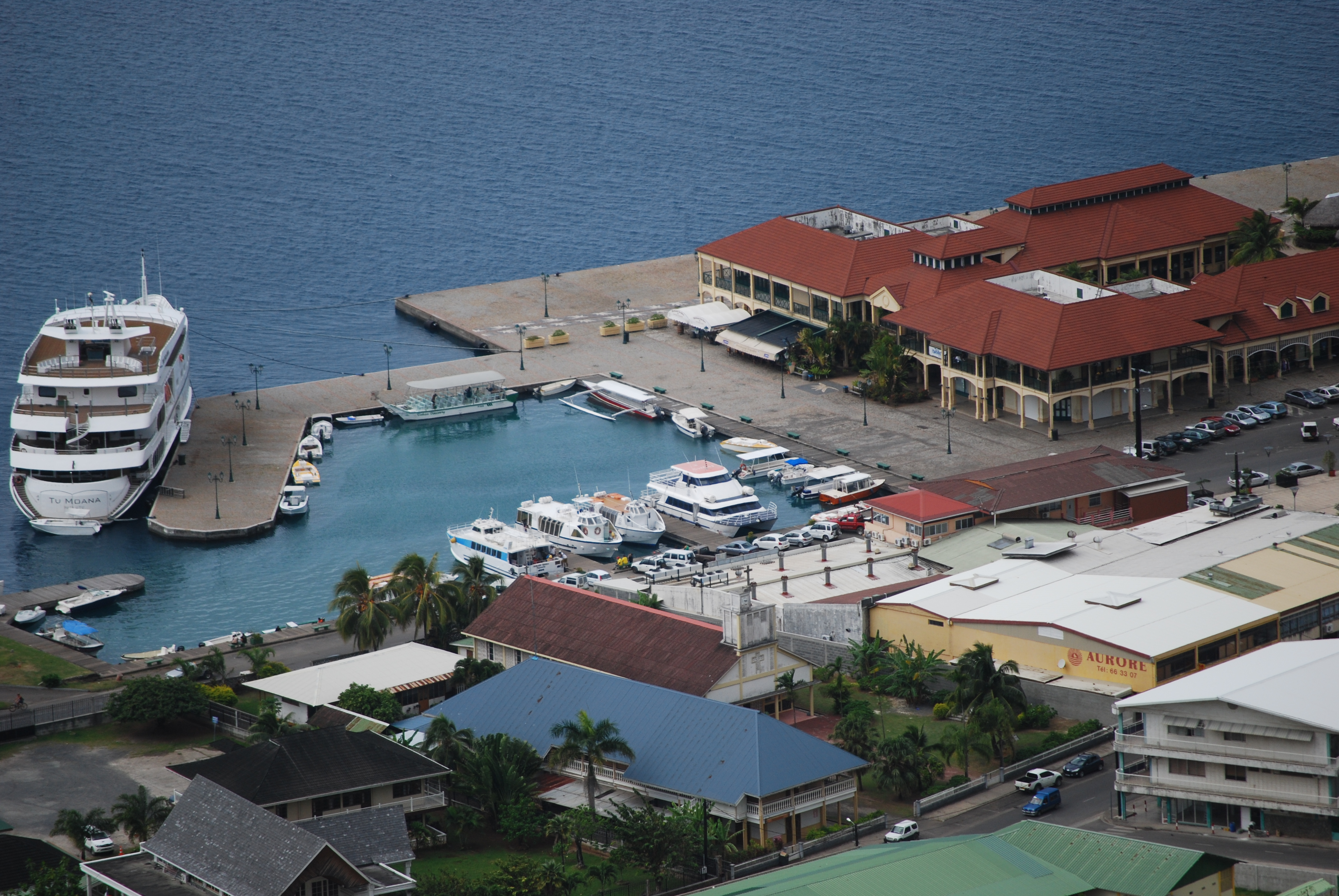
Uturoa, Raiatea

Políticamente, Raiatea pertenece hoy a la Polinesia Francesa. La isla es un territorio francés de ultramar y, por lo tanto, está asociada a la Unión Europea. Está administrada por una subdivisión (Subdivision administrative des Îles Sous-le-Vent) del Alto Comisariado de la Polinesia Francesa (Haut-commissariat de la République en Polynésie française) con sede en Papeete.
La isla está dividida administrativamente en tres municipios:
- Uturoa
- Taputapuatea
- Tumaraa

Estos tres municipios están dentro de la subdivisión administrativa de las Islas de Sotavento
Raiatea tenía un total de 12 832 habitantes según datos de 2012, con una densidad de población de 66 hab./km2
El idioma oficial es el francés. La moneda es (todavía) el franco CFP, que está vinculado al euro. El presupuesto administrativo de la Sociedad de las Islas está sustancialmente subvencionado con fondos de Francia y la UE.
La principal ciudad es el pueblo de Uturoa, en el norte, que es también el centro administrativo y económico.